# Carpodacus rubescens
Carpodacus rubescens là một loài chim trong họ Fringillidae.